# Казка про попа і наймита його Балду

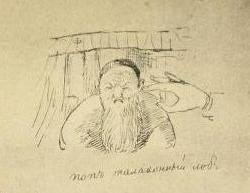
Піп (рисунок О. С. Пушкіна)

«Казка про попа і наймита його Балду» (рос. Сказка о попе и о работнике его Балде) — віршована казка російського поета О. С. Пушкіна, написана в Болдіні 13 вересня 1830 року. Основою їй послугувала російська народна казка, записана автором у Михайловському зі слів Аріни Родіонівни. За життя поета не друкувалася.
Перший український переклад, виконаний Миколою Вороним, видано в 1930 році видавництвом «ДВУ». Найбільшу відомість отримав переклад М. Т. Рильського, уперше опублікований у 1936 році.

## Сюжет
Казка починається класичним зачином: «Жив собі піп, // Околоту сніп…» (в оригіналі: «Жил-был поп, // Толоконный лоб…»). Далі розповідається, як він ходив по ринку і зустрівся з мужичком на ім'я Балда, який запропонував себе в наймити за незвичайну плату — «три щиглі тобі в лоб од мене». Після цього зажив Балда «в поповім домі» і став старанно працювати. Коли строк служби наймита почав збігати, попа став долати страх перед близькою розплатою. Він за порадою попаді дає Балді наперед нездійсненне доручення — виправити «подать із бісоти». Незворушний Балда відправляється виконувати попів наказ. На березі моря він зустрічає старого Біса, потім хитрістю бере верх над його внуком у змаганнях, після чого чорти вимушені назбирати йому «повний мішок податі». Повернувшись до попа, Балда віддає йому подать і вимагає плати за роботу. Піп підставив лоб і отримав своє сповна: після третього щигля «геть з розуму спав». Закінчується казка мораллю: «А Балда похитав з докором головою: // „Не вганяв би ти, попе, за дешевиною!“».

## Історія
Основним джерелом для Пушкіна послужила почута ним російська народна казка. У зошиті від 1824 року Пушкін написав:
|  | Піп поїхав шукати наймита. Назустріч йому Балда. Погоджується Балда йти йому в наймити, плати вимагає тільки 3 щиглі по лобі попу. Піп радий, попадя каже, яким буде щиголь. Балда дуже працьовитий — але термін вже близький, а піп починає турбуватися. Дружина радить відіслати Балду в ліс до ведмедя, ніби він за коровою — Балда йде і приводить ведмедя в хлів. Піп посилає Балду з чортів оброк збирати, Балда бере прядиво, смолу та дрюк, сідає біля річки, вдарив палицею у воду й у воді охнуло…— Пушкин А. С. Полн. собр. соч. в 10-ти тт. Том 3. |

Закінчується епізодом лікування Балдою царської дочки: «Була у царя дочка, одержима бісом — Балда під страхом шибениці береться вилікувати царівну — з нею ночує — бере з собою горіхи залізні і старі карти та молоток — змушує гризти залізні горіхи знайоме бісеня; грає з ним у щиглі і б'є бісеня молотком».
Пушкін читав цю казку влітку 1831 року Миколі Гоголю в Царському Селі. Гоголь писав Григорію Данилевському (у листі від 2 листопада 1831 року), що Пушкін читав йому «казки російські народні — не то що „Руслан і Людмила“, але цілком російські». Далі про цю казку: «Одна казка навіть без розміру, тільки з римами і принада неуявна». Вказання Гоголя «без розміру» пов'язане з тим, що казка написана акцентним віршем з парними римами, стилізованим під райошник. Уперше надрукована Василем Жуковським у 1840 році. З міркувань цензури Жуковський замінив попа на «Кузьму Остолопа» («Жил-был купец Кузьма Остолоп // По прозванию Осиновый Лоб…»). Далі слово попъ повсюди в тексті був замінене на Кузьма, попадья на хозяйка, поповна — на дочка, а попенокъ — на сыночокъ. Тільки в 1882 році в зібранні пушкінських творів за редакцією П. О. Єфремова казка вперше надрукована в авторській версії. У народних виданнях до початку XX століття вона видавалася, як і колись, з «Кузьмою Остолопом». У теперішній час окремі діячі РПЦ видають редакцію Жуковського і роблять спроби її популяризації.
Ім'я наймита (рос. балда — «бевзь, бовдур») не носить відтінку осуду чи глузування (що вступало в суперечність з усім змістом казки), а вжите народному значенні: згідно зі словником Даля, в Нижньогородській губернії слово балда означає «лісова кривулина, товсте кореневище, палиця, дрюк». У XVII—XVIII століттях «Балда» було російським прізвищним чоловічим ім'ям. Перша його згадка належить до 1564 року, напочатку XVIII століття воно було заборонене урядом Петра I разом з іншими нецерковними іменами.

## Екранізації
У СРСР за казкою було створено кілька мультфільмів:
- «Казка про попа і наймита його Балду» (1933—1936) — мальований мультфільм Михайла Цехановского, композитор Дмитро Шостакович. Відзнятий матеріал фільму був втрачений при пожежі на складі «Ленфільму» на початку німецько-радянської війни, зберігся лише шестихвилинний фрагмент «Базар». Оскільки у 1936 році проти Шостаковича почалася критична кампанія, музика до фільму була написана ним тільки частково. У 2005 році учень композитора Вадим Біберган надав їй закінченого вигляду (прем'єра композиції сталася в 2006 році).
- «Казка про попа і наймита його Балду» (1940) — мальований мультфільм Пантелеймона Сазонова, композитор Йосип Ковнер.
- «Казка про попа і наймита його Балду» (1956) — ляльковий мультфільм Анатолія Карановича, композитор Микола Пейко.
- «Казка про попа і наймита його Балду» (1973) — мальований мультфільм Інесси Ковалевської, композитор Анатолій Биканов.

## Реакція церкви
Противники пушкінського сюжету (зазвичай з православного духовенства) засновують свою критику на першій, сатиричній, інтерпретації сюжету. Вже у 1873 році священик К. Д. Думітраков зазначає, що «горезвісна казка знаменитого Пушкіна… не вчить нічому доброму».
У 2011 році в Армавірі вийшов новий варіант «Казки про попа і наймита його Балду» О. С. Пушкіна, де замінено слово поп на купец. На думку священика Армавірського Свято-Троїцького собору отця Павла, цензуроване перевидання є «відновленням історичної справедливості», оскільки, на його думку, «Пушкін був людиною віруючою» і не міг висміювати церкву.